# Pacomio II di Costantinopoli
Pacomio II Patestos (in greco Παχώμιος Β΄ Πατέστος?; Lesbo, ... – Valacchia, dopo il 1585) è stato un arcivescovo ortodosso greco, patriarca ecumenico di Costantinopoli dal 1584 al 1585.

## Biografia
Fonti greche del XVI secolo mostrano un esteso pregiudizio nei confronti di Pacomio: è etichettato come "dissoluto" da pseudo-Doroteo e Leonzio Eustrakios dichiarò che "ha inflitto un dolore incommensurabile ai cristiani".
Pacomio era originario dell'isola greca di Lesbo. Era un uomo con una grande educazione e insegnò filosofia e matematica al sultano Mehmet III. Intorno al 1580 divenne rettore della chiesa patriarcale di Costantinopoli. Nel 1583 o nel 1584, grazie al sostegno di suo fratello, un ricco mercante, acquistò il titolo di metropolita di Cesarea. Tuttavia, il patriarca Geremia II, la cui carica prevedeva il diritto di convalidare qualsiasi nomina dei metropoliti, si rifiutò di confermarlo e consacrarlo vescovo.
Pacomio cercò, insieme ad un gruppo di prelati greci, di rovesciare dal trono patriarcale Geremia, accusandolo di aver sostenuto una rivolta contro l'impero ottomano, di aver battezzato un musulmano e di essere in corrispondenza con il papato. Geremia II fu quindi arrestato e torturato e dovette essere processato per tre volte: la prima accusa fu dimostrata falsa, ma l'ultima fu causa della sua deposizione il 22 febbraio 1584. Con una decisione personale il sultano Mehmet III nominò Pacomio alla carica di patriarca di Costantinopoli. La scelta era dovuta non solo al rapporto personale di Pacomio con il sultano, ma anche alla promessa dello stesso di aumentare i tributi pagati dalla chiesa ortodossa allo stato ottomano ogni anno.
Durante il patriarcato di Pacomio si tenne un sinodo a Costantinopoli, con la partecipazione del patriarca Sofronio IV di Gerusalemme, che condannava il calendario gregoriano ed esiliava l'ex patriarca Geremia II, accusato di non essersi opposto abbastanza al nuovo calendario voluto dal papa.
Gli stessi vescovi sinodali cercarono di deporre Pacomio offrendo al sultano Murad III 40.000 fiorini, una quantità enorme. Murad ricevette tuttavia la stessa somma dai sostenitori di Pacomio e decise di lasciargli la carica. Pacomio rimase comunque impopolare al clero ortodosso. Quando fu tempo di pagare l'aumentato dono annuale promesso al sultano, cercò di trovare fondi dai fedeli ortodossi, che rifiutarono però di aiutarlo. Per ottenere il denaro necessario, Pacomio vendette le proprietà della Chiesa ortodossa, ma non riuscì comunque a raccogliere l'importo promesso. Nello stesso periodo, il patriarca non riuscì a difendersi dalla polemica iniziata dal diacono di Geremia II, Niceforo, che considerava illegale la sua elezione. Infine, Pacomio fu deposto da una riunione di prelati il 26 o il 27 febbraio 1585 con il sultano che approvò la decisione sinodale. Pacomio venne sostituito da Teolepto II, suo alleato nell'anno precedente nel rovesciare Geremia.
L'anno successivo Pacomio fu assolto dalle accuse e fu inviato in Egitto e a Cipro per raccogliere le donazioni dei fedeli. Durante il viaggio, fu accusato di tenere un comportamento immorale e tornò a Costantinopoli, continuando a creare problemi. Fu infine esiliato in Valacchia, dove morì.